# Момина чешма
Момината чешма е един от символите на град Разград. Тя представлява женска фигура в цял ръст в класически стил и е единствената подобна в България. През 1967 г. Момина чешма е включена в списъка на паметниците на културата с национално значение.

## История
Предполага се, че Момина чешма е построена между 1895 и 1898 г. Отлята е в металургичния завод в град Бланско, Чехия (тогава Чехословакия), като се предполага, че за модел е послужила статуя богинята Хигия от Лувъра във Франция. Автор на художественото произведение е скулпторът моделчик Павел Ваверка (1826 – 1899). В първоначалния си вид от края на XIX век, към скулптурата е присъствал и фенер.
През 1924 г. е ремонтирана и пребоядисана. През 2014 г. е демонтирана, реставрирана и преместена на ново място.

## Композиция
Момина чешма е чугунена скулптура на момиче облечено в антични дрехи. На рамото си държи хидрия (античен съд за вода). Поставена е на пиедестал с вградени чучури. Водата е текла по естествен гравитачен път, а самата чешма е построена на мястото на вече съществуваща такава.

## Чешми със същата статуя
2014 г., по думите на Нели Николова, уредник в Разградския исторически музей, „Разградската мома от чешмата има още шест сестри, които се намират в Полша, Чехия и Словения“. Статуите са серийно производство от една форма в последната третина на XIX и началото на XX век, когато са отливани по поръчка – копие на античен модел, за художественото оформление на чешми, каквито са поставени в посочените селища, включително и Разград. В металургичния завод в Бланско, моделирани от Павел Ваверка, са отливани копия и на други антични статуи на божества от римската и старогръцката митология – Церера, Венера, Бакхус, Пан, Нике, нимфи и други митични същества.
Част от градовете с такива чешми са:
1. Мишленице, Полша – идентична статия от фонтан „Терешка“ – чугунена статуя висока 158 см (без постамента) от чешката леярна от края на 19 век в Бланско[6] В най-долната каменна част на фундамента е била издълбана годината 1893.
2. Връхника, Словения – статуята е построена през 1905 г. от майстор-водопроводчик
3. Долни Логатец, Словения – построена в периода 1900 – 1914 г.
4. Бланско, Чехия – окръжният музей съхранява три броя от същата серия статуи
5. Ухерске Храдище, Чехия – статуята държи фенер, какъвто е имало и в Разград
6. Особлаха, Чехия
7. Мохелнице, Чехия
8. Брана, Чехия
9. Пршибор, Чехия
10. Пардубице, Чехия
11. Щрамберк, Чехия
12. Бохушов , Чехия
13. Бланско, Чехия
14. Дашице, Чехия
15. Острава, Чехия
16. Рокичани, Чехия

- Мишленице, Полша
- Долни Логатец, Словения
- Ухерске Храдище, Чехия
- Особлаха, Чехия
- Мохелнице, Чехия
- Брана, Чехия
- Пршибор, Чехия
- Щрамберк, Чехия
- Бланско, Чехия
- Дашице, Чехия